# Kamov Ka-27

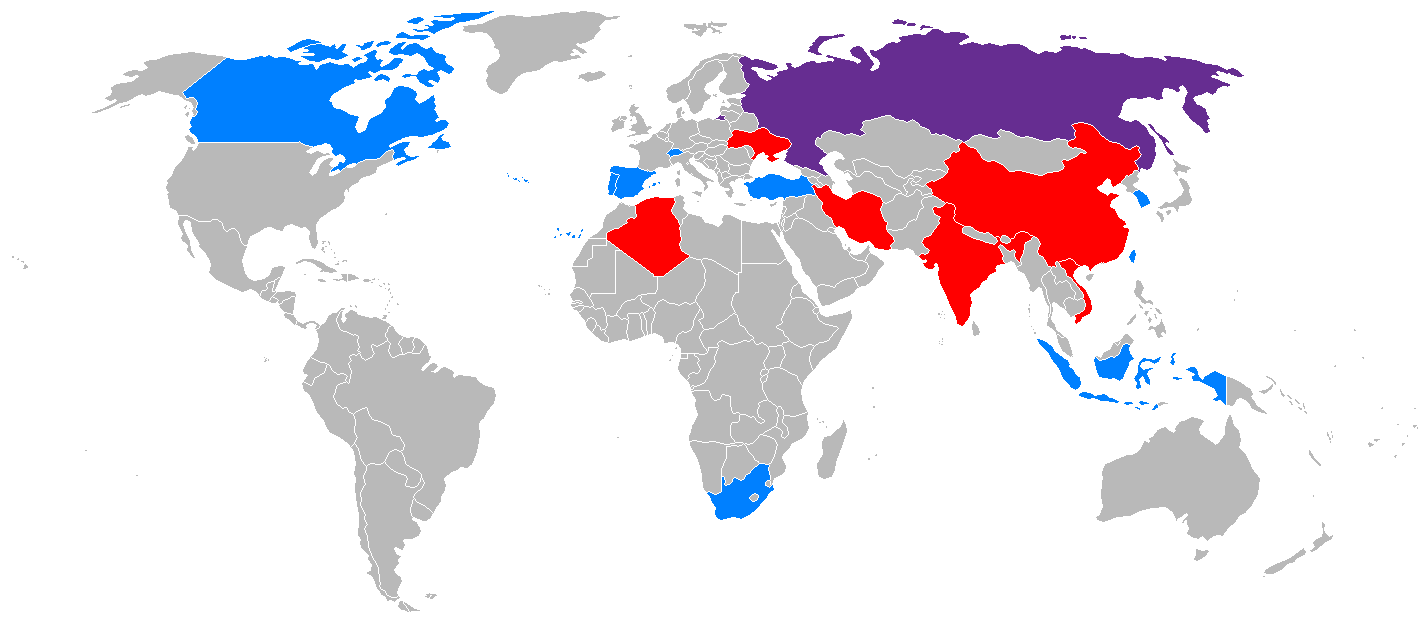
Operatori internazionali del Ka-27

Il Kamov Ka-27 (in cirillico Камов Ка-27, nome in codice NATO Helix - elica) è un elicottero multiruolo biturbina con rotori controrotanti a tre pale, progettato dall'OKB diretto da Nikolaj Il'ič Kamov e sviluppato in Unione Sovietica agli inizi degli anni settanta. Impiegato inizialmente dall'aviazione navale Sovietica, poi divenuta aviazione navale Russa e Ucraina dopo il 1991, è attualmente in servizio anche in Vietnam, Corea del Sud e India. Tra le varianti principali vi sono il Ka-29, elicottero da assalto e trasporto, il Ka-28, versione destinata all'esportazione e il Ka-32 per impiego civile.
Inizialmente il Kamov Ka-27 fu pensato per sostituire la flotta sovietica degli elicotteri Kamov Ka-25. A similitudine degli altri elicotteri Kamov, utilizza due rotori coassiali e non ha quindi necessità di un rotore di coda.

## Varianti
- Kamov Ka-27:
  - Ka-27PL (in russo: противолодочный): versione ASW che permette di individuare e distruggere i sottomarini a distanza di 7 km e le navi a distanza di 30 km. Il modello PL, inoltre, dispone di un sistema idro-acustico OGAS "Ros'-V" (in russo: гидроакустическая станция (ОГАС) «Рось-В»).
  - Ka-27PS (in russo: поисково-спасательный): versione da ricerca e soccorso che permette di effettuare le operazioni di soccorso sulla superficie del mare in condizione meteo difficili. Il modello Ka-27PS può essere inoltre equipaggiato con le maschere d'ossigeno, con delle tute per il salvataggio in mare MSK-3M, con uno speciale sistema di luci e con delle attrezzature che permettano di lanciare potenti radiosegnali nella zona di soccorso. La versione civile è pubblicizzata inoltre come avente la capacità di trasportare 5 tonnellate e 16 persone per 185 km.
- Ka-27M: attualmente in fase di ammodernamento presso la Kumertau Aircraft Production Enterprise incorporano numerose migliorie tra cui un radar di bordo a scansione di fase (o phased array) montato sotto la fusoliera e sviluppato dalla russa Fazotron-NIIR, nuove stazioni acustica, magnetometrica e radiotecnica nuovi schermi multifunzione LCD.[2] Il Ka-27M sarà inoltre capace di individuare e neutralizzare con efficacia sommergibili fino a 500 metri di profondità usando i propri armamenti quali siluri e bombe di profondità, oppure di trasmettere via data-link le coordinate dell'obiettivo ad un'unita navale da caccia.[2]
- Ka-28: versione per l'export del Kamov Ka-27, che si differenzia dal modello "base" sovietico con armi e attrezzature installate a seconda del paese che li ordina.
- Ka-29: versione da trasporto truppe e assalto anfibio del Kamov Ka-27 che può essere equipaggiato anche con missili, bombe, mitragliatrici e sistemi RWR e ECM.
- Ka-31: versione del Ka-27 per controllo radar.
- Ka-32: versione civile del Kamov Ka-27PS; ha stabilito alcuni record mondiali:
  - 8215 m - massima tangenza raggiunta,
  - 7305 m - massima tangenza raggiunta con carico di 1000 kg,
  - 6400 m - massima tangenza raggiunta con carico di 2000 kg.
  - Ka-32T (in russo: T - транспортный, in inglese: dual-motor heavy-transport helicopter): versione per trasporto persone o merci.
  - Ka-32S (in russo: C - судовой): modello imbarcato per le ricerche e le operazioni di soccorso artiche. Il modello può installare il navigatore satellitare e l'autopilota, oltre ai sistemi per il soccorso sanitario.[3]
  - Ka-32A (in russo: многоцелевой): creato sulla base del Ka-32T nelle varianti da trasporto per 13 persone oppure nella variante eliambulanza, con 4 barelle e 5 posti.
  - Ka-32A1: versione antincendio del Ka-32A, dotata di un cannone d'acqua e con la possibilità di trasporto di 4 vigili del fuoco.
  - Ka-32A2: versione per la polizia del Ka-32A, dotata di un sistema altoparlante e di visione notturna, oltre alla possibilità di installare mitragliatrici a bordo.
  - Ka-32A4: versione del Ka-32A da ricerca e soccorso certificata in Corea del Sud.
  - Ka-32A11BC: versione del Ka-32A certificata in Canada, Unione Europea e Cina.
  - Ka-32A12: versione del Ka-32A certificata in Svizzera.

## Sviluppo
- 1970 - inizio dei lavori di progettazione del Kamov Ka-27.
- 8 agosto 1973 - primo volo del modello prototipo.
- dicembre 1974 - primo volo del modello Ka-27.
- Il 28 luglio 1976 - primo volo del modello Ka-29.
- 1979 - inizio della produzione di serie del Kamov Ka-27 e Ka-28.
- 1980 - inizio della progettazione del Kamov Ka-32.
- 8 ottobre 1980 - primo volo del Kamov Ka-32.
- 1981 - entrata in servizio del Kamov Ka-27.
- 1985 - inizio dei lavori di progettazione del Kamov Ka-31.
- 1986 - inizio della produzione di serie del Kamov Ka-32.
- 1987 - entrata in servizio del Kamov Ka-29.
- 1998 - inizio della produzione di serie del Kamov Ka-31 e la certificazione degli elicotteri Kamov Ka-32 in Canada.
- 2008 - la certificazione degli elicotteri Kamov Ka-32 in Indonesia, Cina e Corea del Sud.
- 5 ottobre 2009 - EASA ha certificato il Kamov Ka-32A11BC per i voli commerciali nei paesi dell'Unione Europea. Il certificato del tipo EASA.IM.R.133 permette alle compagnie aeree operare i Kamov Ka-32A11BC nella loro attività nei paesi dell'UE.[4]
- 8 febbraio 2011 - sulla base del certificato EASA.IM.R.133 pubblicato nel 2009 l'Amministrazione di Aviazione dell'India (DGCA) ha certificato il Kamov Ka-32A11BC permettendo le operazioni con questo tipo di velivolo alle compagnie aeree indiane.[5]
- 4 marzo 2011 - la brasiliana Helipark Taxi Aereo ha ordinato il primo elicottero Kamov Ka-32A11BC. Il Ka-32 è stato scelto dalla compagnia aerea brasiliana per le elevate prestazioni di volo mostrate durante i voli di certificazione nelle condizioni di alta umidità e di alta temperatura d'aria caratteristiche per la Foresta Amazzonica. In particolare, l'elicottero è stato scelto sulla base di alta affidabilità e di capacità carico elevata in paragone con altri velivoli della sua classe.[6]
- 13 dicembre 2012 - l'Amministrazione di Aviazione dell'Australia ha certificato il Kamov Ka-32A11BC permettendo le operazioni con questo tipo di velivolo alle compagnie aeree australiane.[7]

## Utilizzatori

### Kamov Ka-27
Algeria
- Al-Quwwat al-Jawwiyya al-Jaza'iriyya

3 Ka-27PS consegnati ed in servizio al settembre 2018, in cogestione con la marina.
 Cina
- Zhōngguó Rénmín Jiěfàngjūn Hǎijūn Hángkōngbīng

1 Ka-27 in servizio nel 2022.
 Russia
- Aviacija voenno-morskogo flota

84 esemplari in carico a dicembre 2017. 70 dei 72 che sono utilizzati con funzioni ASW saranno aggiornati al nuovo standard Ka-27M entro il 2020, mentre i restanti 12 sono utilizzati per trasporto e collegamento.
 Ucraina
- Aviazione navale ucraina

4 Ka-27PL in servizio nel 2022.
6 Ka-32 donato dal Portogallo nel 2024.

### Kamov Ka-28
Birmania
- Marina militare birmana

4 Ka-28 acquistati nel 2013.
 Cina
- Zhōngguó Rénmín Jiěfàngjūn Hǎijūn Hángkōngbīng

14 Ka-28 in servizio nel 2022.
 Corea del Nord
- Chosŏn Inmin Kun Konggun

2 Ka-28 ASW cubani ricevuti nel 2000.
 Cuba
- Defensa Anti-Aérea y Fuerza Aérea Revolucionaria

4 Ka-28 ricevuti a partire dal 1988 dall'Unione Sovietica. 2 sono stati persi in incidenti, gli altri 2 sono stati ceduti nel 2000 all'Aviazione Nord coreana.
 India
- Indian Naval Air Arm

14 Ka-28 Helix-A in servizio a giugno 2019 che sono stati sottoposti ad un programma di aggiornamento.
 Jugoslavia
- Jugoslovensko ratno vazduhoplovstvo i protivvazdušna odbrana

 Jugoslavia
- Ratno vazduhoplovstvo i PVO Vojske Jugoslavije

 Russia
- Morskaja aviacija Voenno-morskogo flota

2 in servizio nel 2022.
 Siria
- Al-Bahriyya al-'Arabiyya al-Sūriyya

4 consegnati alla fine degli anni '80.
 Vietnam
- Hải quân nhân dân Việt Nam

10 Ka-28PL consegnati a partire dal 1990.

### Kamov Ka-29
Guinea Equatoriale
- Fuerza Aérea de Guinea Ecuatorial

1 Ka-29 consegnato nel 2011 dall'Ucraina.
 Russia
- Morskaja aviacija Voenno-morskogo flota

10 in servizio nel 2022.
 Ucraina
- Aviazione navale ucraina

Ritirati dal servizio.

### Kamov Ka-31
Cina
- Zhōngguó Rénmín Jiěfàngjūn Hǎijūn Hángkōngbīng

9 in servizio dal 2010.
 India
- Indian Naval Air Arm

9 acquistati nel 1999 e altri 5 nel 2009.
 Russia
- Morskaja aviacija Voenno-morskogo flota

3 Ka-31R in servizio nel 2022.

### Kamov Ka-32
Algeria
- Al-Quwwat al-Jawwiyya al-Jaza'iriyya

3 Ka-32T consegnati ed in servizio al settembre 2018, in cogestione con la marina.
 Azerbaigian
- Azərbaycan hərbi hava qüvvələri

4 Ka-32S Helix-C consegnati e tutti in servizio a giugno 2020.
- Ministero delle situazioni di emergenza

2 Ka-32A consegnati nel 2010.
 Canada
- VIH Helicopters[25]

 Corea del Sud
- Daehan Minguk Gonggun

18 Ka-32A4 consegnati e tutti in servizio a dicembre 2018.
- Haeyang-gyeongchal-cheong

8 Ka-32S consegnati a partire dal 2010.
- National Fire Agency
- Korea Forest Service

29 Ka-32T in servizio.
- Korea National Park Service

1 Ka-32T ricevuto nel 1997.
- Helikorea[30]

 Giappone
- Akagi Helicopters[31]

 Kazakistan
- Ministero delle situazioni di emergenza

2 Ka-32A11BC ordinati nel 2011 e consegnati nel 2012.
 Laos
- Lao People's Liberation Army Air Force

6 Ka-32T consegnati, 2 in servizio ad agosto 2022.
 Portogallo
- Autoridade Nacional de Emergência e Proteção Civil

6 Ka-32A11BC ordinati nel 2006, uno dei quali utilizzato come fonte per pezzi di ricambio dopo che è stato ritirato il 3 settembre 2012. Gli esemplari ancora in organico sono stati trasferiti alla Força Aérea Portuguesa a febbraio 2022.
- Força Aérea Portuguesa

6 Ka-32A11BC ex Autoridade Nacional de Emergência e Proteção Civil ricevuti a febbraio 2022. La flotta, immobilizzata dal 2018 per motivi di manutenzione e incidenti, dopo un lungo iter di contenziosi tra lo Stato e le società coinvolte nell'esercizio e nella manutenzione di questa, è stata trasferita al Ministero della Difesa portoghese che dovrà riportarla in condizioni di aeronavigabilità per l'utilizzo nelle Forze Armate.
 Russia
- Pograničnaja služba Rossii
- Ministero delle situazioni di emergenza
- Avialift Vladivostok

10 Ka-32T di proprietà e 1 Ka-32A11BC in leasing.
- PANH[38]
- UTair[39]

 Serbia
- Polizia serba

2 Ka-32A11BC ordinati per compiti di lotta aerea antincendio, con il primo consegnato nell'ottobre 2022.
 Siria
- Al-Quwwat al-Jawwiyya al-'Arabiyya al-Suriyya

2 in servizio nel 2022.
 Svizzera
- Heliswiss International AG

1 Ka-32A12 in servizio al gennaio 2023.
 Thailandia
- Ministero dell'interno

4 Ka-32A11BC utilizzati per operazioni di soccorso.
 Turchia
- Kaan Air

3 Ka-32A11BC per compiti antincendio consegnati nel 2019.
 Vietnam
- Hải quân nhân dân Việt Nam

2 Ka-32T consegnati a partire dal 1990, ancora in servizio al luglio 2025, ma prossimi alla radiazione.
 Yemen
- Al-Quwwat al-Jawwiyya al-Yamaniyya

2 Ka-32 in servizio nel 2022 per compiti di ricerca e soccorso.

## Apparizioni cinematografiche
Due Kamov Ka-27 dipinti di nero e modificati per esigenze sceniche con pod per razzi, appaiono nel film di Martin Campbell del 1994 No escape (titolo italiano Fuga da Absolom).
In un episodio della serie The man in the high castle un elicottero imbarcato giapponese sorvola la Yamato nella rada di San Francisco; le linee del modello in 3D si ispirano palesemente al Kamov Ka-27.

## Elicotteri simili
- Boeing Vertol YUH-61
- Kaman SH-2 Seasprite
- Eurocopter Panther

## Galleria d'immagini

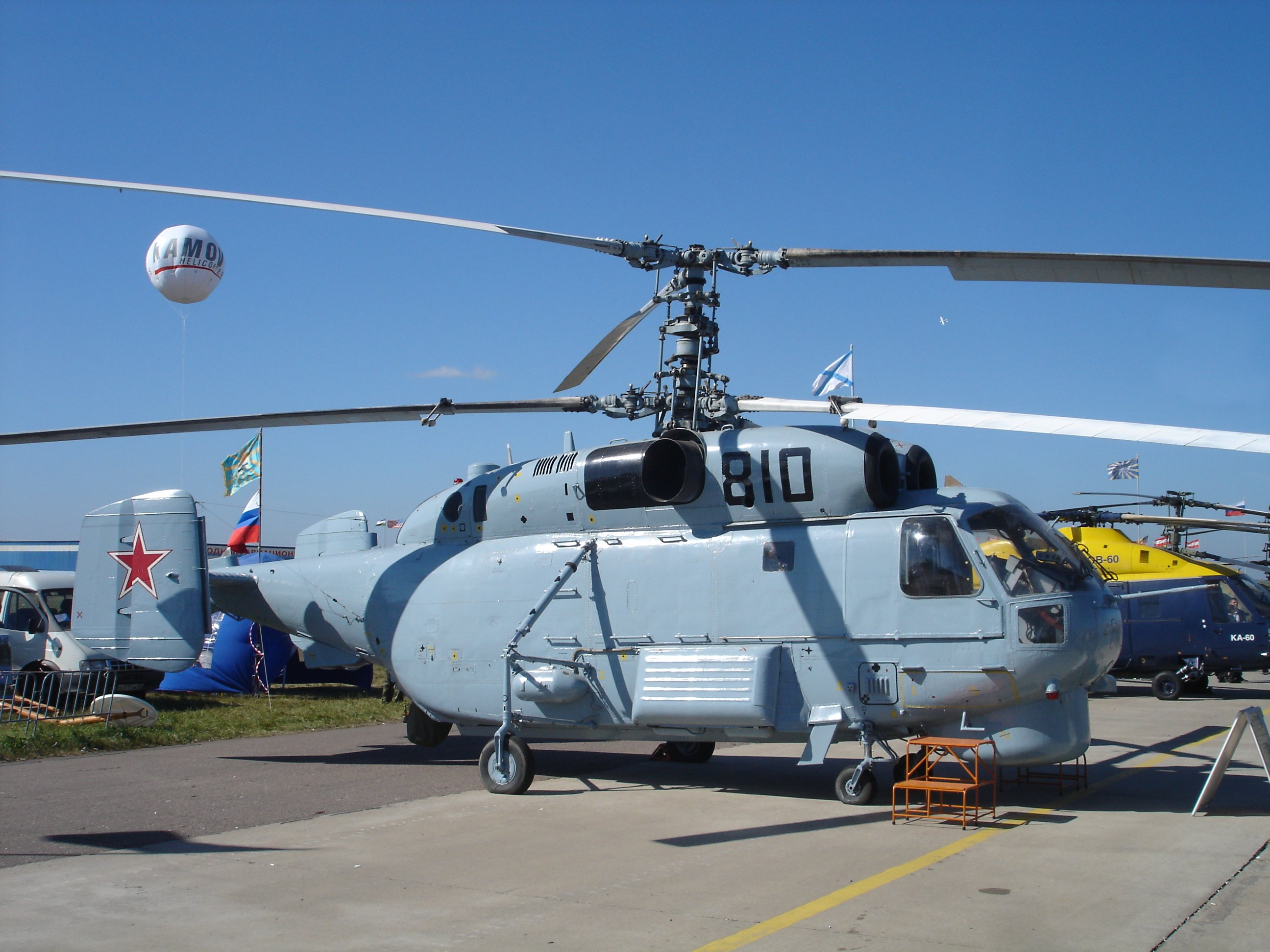
Kamov Ka-27 esposto al salone aeronautico moscovita "MAKS 2005"
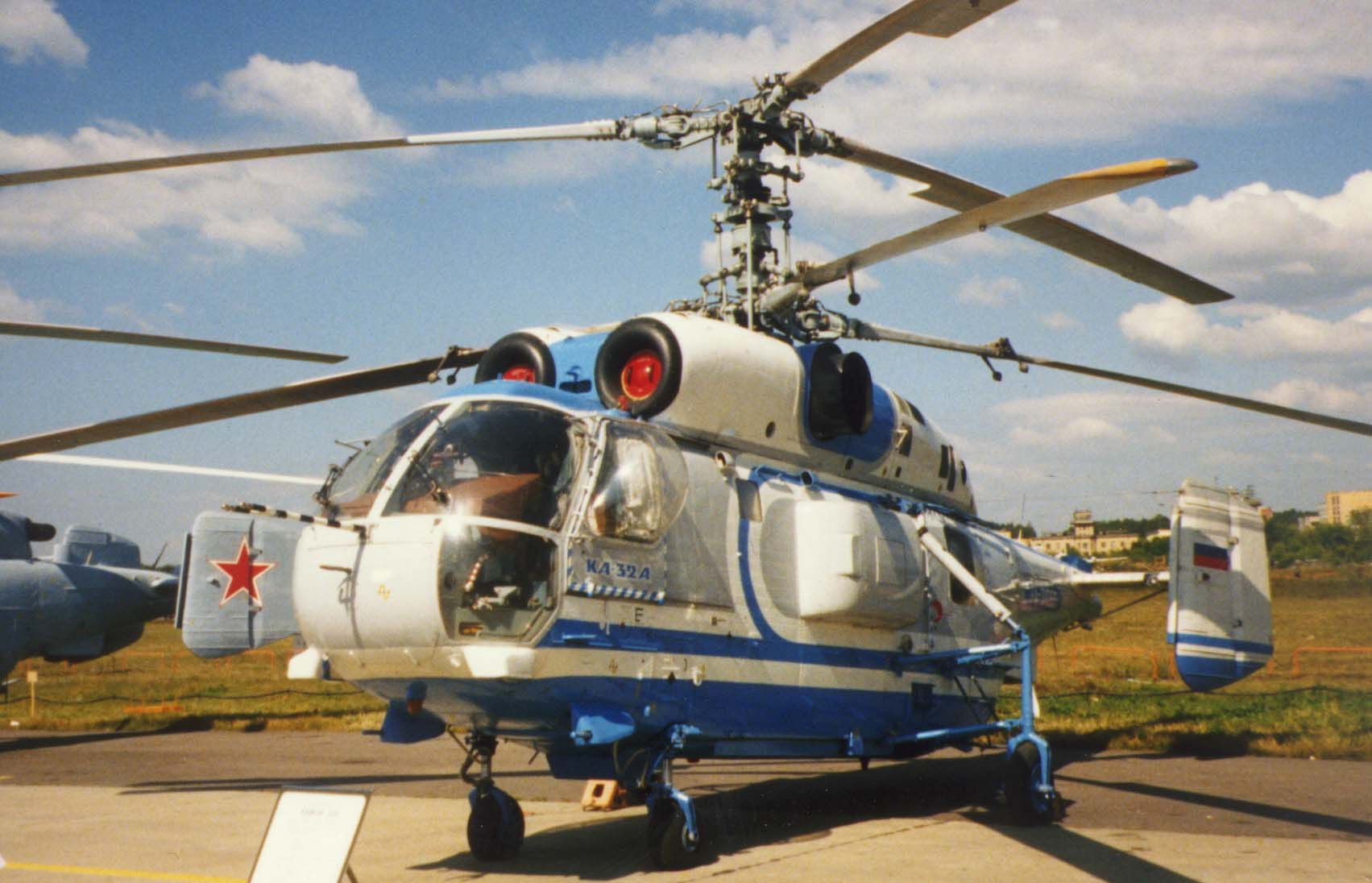
Kamov Ka-32A fotografato nel 2005
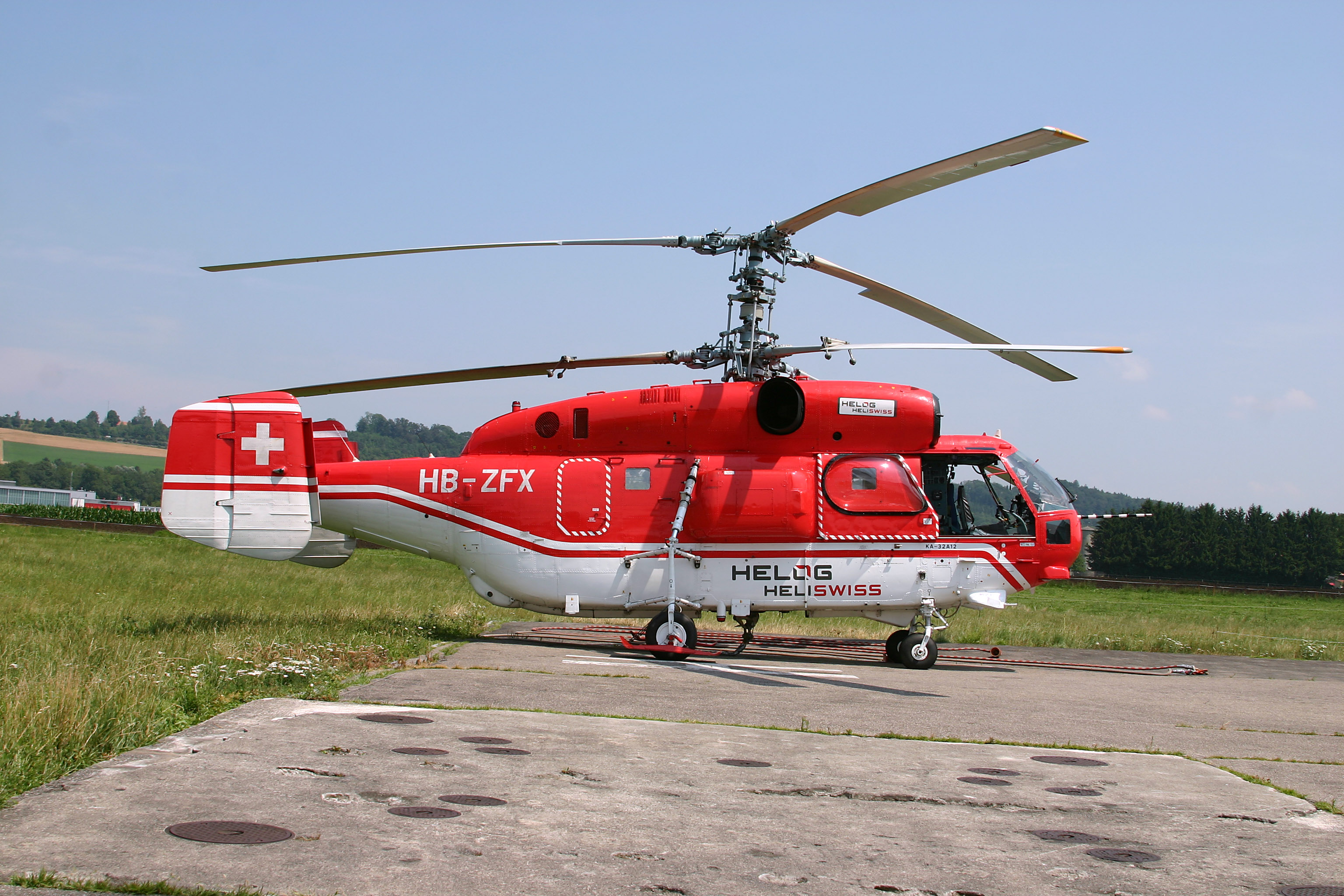
Kamov Ka-32A12 della svizzera Heliswiss
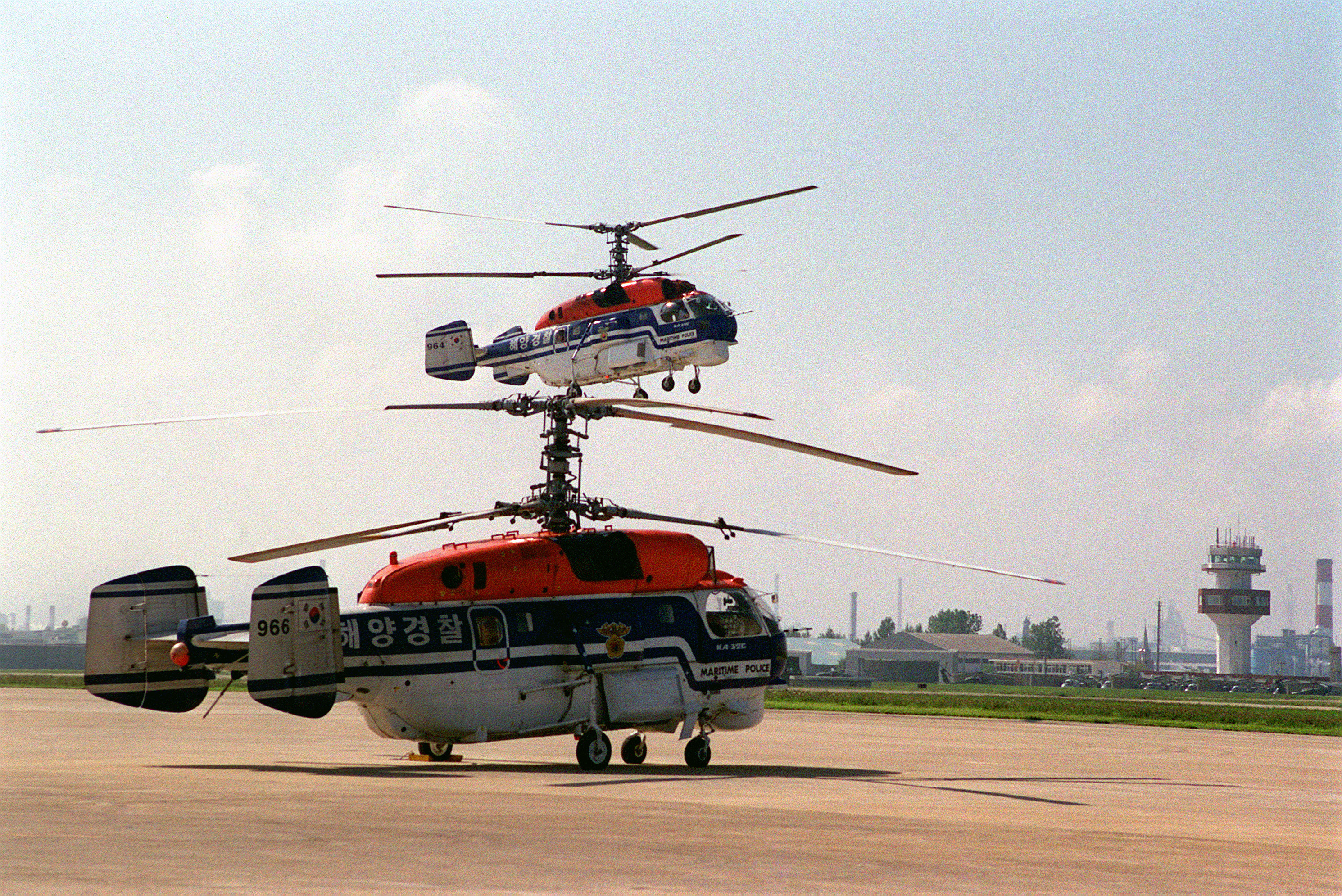
Due Kamov Ka-32A sudcoreani
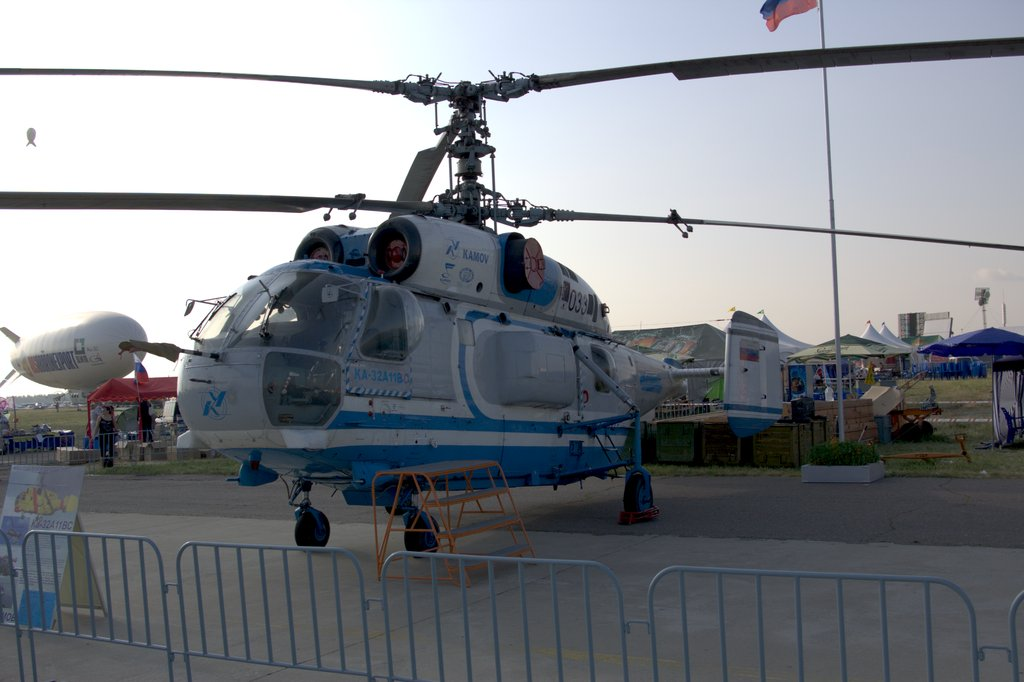
Kamov Ka-32A11VS dell'Aero-Kamov Aircompany
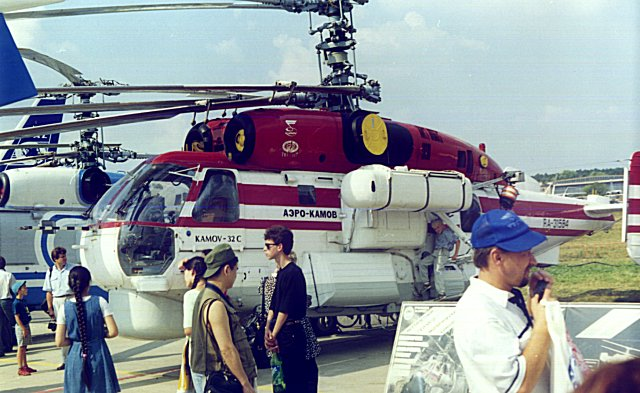
Kamov Ka-32S dell'Aero-Kamov Aircompany
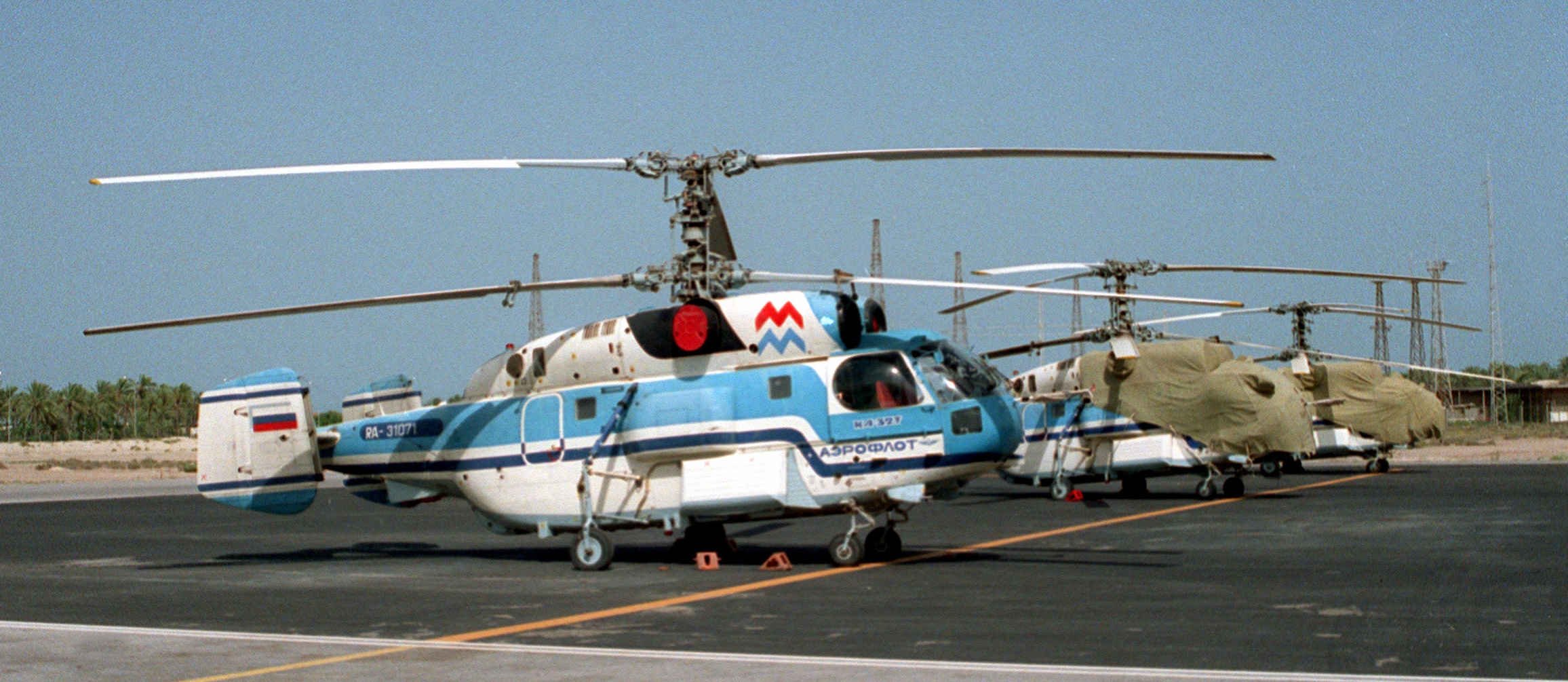
Tre Kamov Ka-32T di Aeroflot
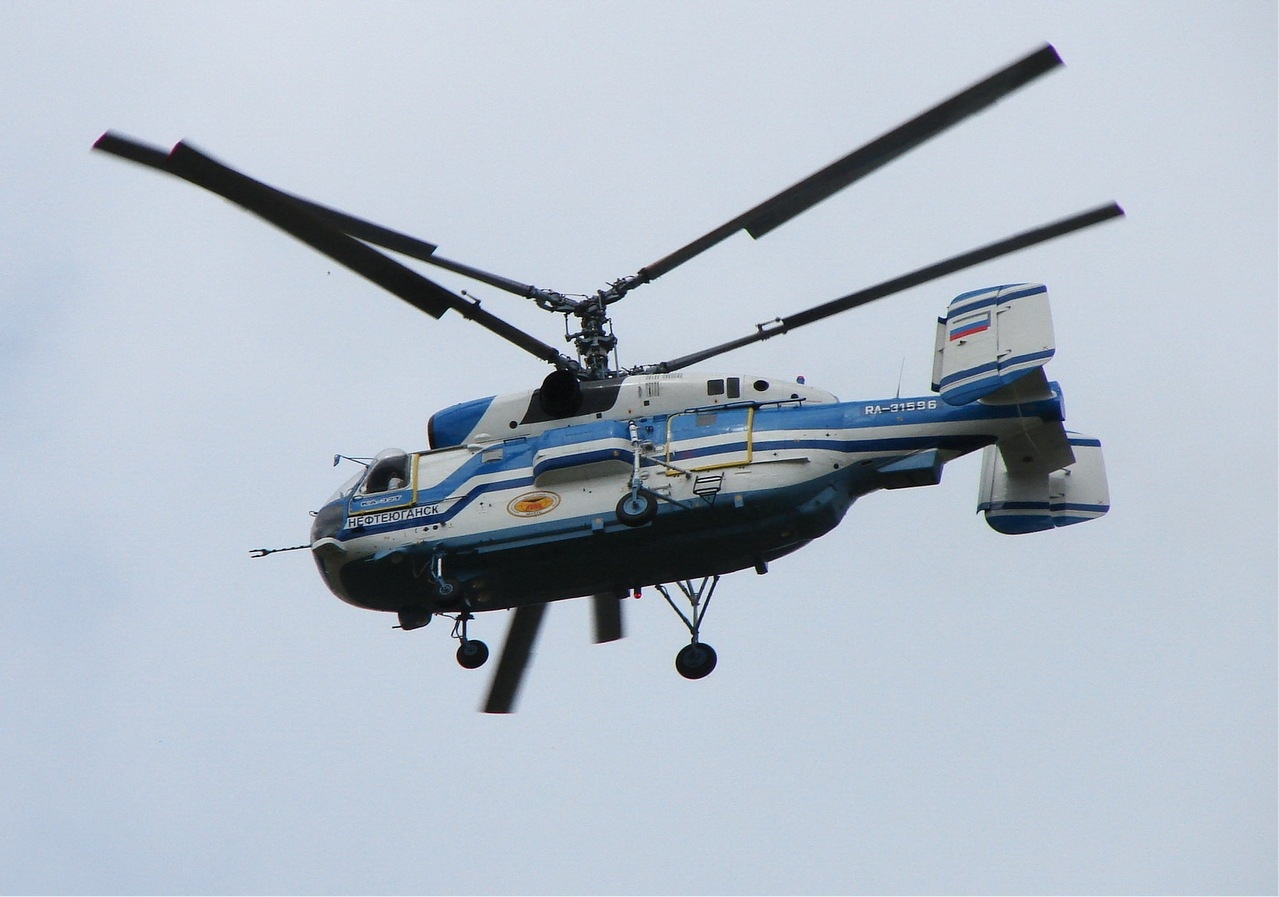
Kamov Ka-32T del Distaccamento Aereo di Neftejugansk